# Green Fairfield
Green Fairfield est une paroisse civile du Derbyshire, en Angleterre.